# Citotossicità
Si definisce citotossicità l'effetto di un agente di tipo chimico (una molecola), fisico (temperatura, radiazione o onda elettromagnetica) o biologico (batterio) in grado di indurre danno ad una cellula. L'agente che induce tale danno viene spesso definito citotossina.
La citotossicità può essere valutata con differenti saggi, come il saggio MTT, il saggio SRB (con sulforodamina B), il saggio TB (con Trypan blue) o un saggio clonogenico Ricombinazione.

## Agenti biologici
La citotossicità di tipo biologico è tipica del sistema immunitario, ma anche da batteri e virus, dove è solitamente mediata dai linfociti. In particolare, si distinguono la citotossicità mediata da cellule dipendente da anticorpi (in inglese antibody-dependent cell-mediated cytotoxicity o ADCC) che causa una ipersensibilità di tipo due, caratterizzata dall'uso di anticorpi IgG in grado di portare alla lisi delle cellule bersaglio legandole e attivando la degranulazione dei macrofagi, e la citotossicità mediata dal sistema del complemento in cui sono sempre presenti le IgG ma la cellula bersaglio è legata dal complemento che porta allo sviluppo di risposta infiammatoria contro la cellula bersaglio.